# Nisaf
Nisaf (arab. نيصاف) – miejscowość w Syrii, w muhafazie Hama. W 2004 roku liczyła 4048 mieszkańców.